# グルメリポーター
グルメリポーターとは、グルメ番組や旅番組等で料理を紹介するリポーターである。番組グルメリポーター。
テレビ番組内で出される料理を自ら食べて、その料理がいかに素晴らしいかをコメントし視聴者に伝える（食レポ〈しょくレポ〉）。1980年代以降のグルメブームで増えたグルメ番組内で、活動の場も増えた。職業としての明確な区分は無く、大半はタレント・お笑い芸人等からの流入組である。

## 主なグルメリポーター
- 彦摩呂 - アイドルグループ「幕末塾」の元メンバー。食べる前の前置きが長い。「うぅーわ！」「すごいですネェ!」等、元々大げさなリポートだったが最近では「味のIT革命やぁ!」「まるで宝石箱やぁ!」等大げさなリポートに更に磨きがかかり注目を集める存在になった。しかし「味のIT革命やぁ!」が後輩の土田晃之（元U-turn）の手によるものだったため本人が悩むこととなっている。
- 神太郎 - グルメ番組の草分け的番組『クイズ地球まるかじり』で長年にわたりグルメリポーターを担当。丁寧なリポートが好評で、高級すぎて入りづらい老舗の料亭や取材拒否の店からも「神太郎なら」と、取材やロケを許される事もあったという。また、同番組でのリポートをきっかけに料理人達と親交を深め、日本各地になじみの店も多いという。
- 阿藤快 - 庶民的な街道沿いの店等のリポートが多かった。店主に「おじちゃん・おばちゃん」と気さくに話しかけ、豪快に食べていた。
- 石塚英彦（ホンジャマカ） - 『元祖!でぶや』、『ぴったんこカン・カン』、『メレンゲの気持ち』等で幅広く活躍。パパイヤ鈴木と共に、とにかく笑顔で食べまくる。決め台詞は「まいうー」。ケーキが出てきた時は、クリームを鼻や頬につける細かい芸をみせる。食いしん坊キャラ。
- 内山信二 - 若手の部類に入るが幅広い番組で活躍。なんでも美味しそうにペロリと食べる。決め台詞は「うま山」。
- 大東めぐみ - 主にテレビ東京の番組でリポートをしている。
- 木之元亮 - 刑事ドラマ『太陽にほえろ!』の"ロッキー刑事"役で有名な俳優。寿司などの和食のリポートが上手い。せっかちな感じで食べる。
- タージン - 関西では商店街のリポートでは右に出るものはなく、「関西No.1リポーター」、「ロケの帝王」として一目置かれる存在だが、関西以外では目にする機会はほとんどない。後々の編集までを考慮した数々のリポートテクニックは「編集いらず」とも。美味しさを目で訴えるため、メガネにはレンズが入っていない。ロケに行った店には必ずお礼の手紙を書く気配りの人でもある。
- 竹内都子（ピンクの電話） - 『朝だ!生です旅サラダ』等で活躍。女性視聴者向けのリポートを心がける。
- パパイヤ鈴木 - 『元祖!でぶや』で石塚英彦と共に、食べまくる。冷静に食べている感じ。決め台詞は「まいうー」。
- ベリッシモ・フランチェスコ - 料理研究家。リポーターや雑誌のグルメ企画を担当することが多い。決め台詞は（女性スタッフに対して）「可愛いね！」。
- 寺門ジモン（ダチョウ倶楽部） - 食に関しては相当な拘りがあり、『寺門ジモンの取材拒否の店』『寺門ジモンの食バカ一代』などの冠番組を持っていた。グルメが高じて家畜商の資格も取得している。
- 舞の海秀平 - 元力士で現在はスポーツキャスターながら、ラーメン特集のグルメリポーターもこなす。穏やかな語り口。
- ミスターちん（B21スペシャル） - 『ジャスト』にて、芸能人宅での食べっぷり、奥床しさで注目される。
- 三村マサカズ（さまぁ〜ず） - バカルディ時代にラーメン番組のリポーターをやっていたが、最近はグルメリポーターとしての目立った活動は無し。
- 村野武範 - 俳優。『くいしん坊!万才』のリポーターを長く担当していたため、安定して落ち着いたリポート。淡々と番組を進行する。
- ラッシャー板前 - 「たけし軍団」の一員。『朝だ!生です旅サラダ』等で活躍。生放送ならではのスタジオとの「かけあいトーク」も多く、いつもテンパっている雰囲気。
- 迫文代 - フリーアナウンサー。『FNNスーパーニュース』でグルメリポートを担当、コミカルでリアクションの大きなリポートをする。
- 竹島久美子 - テレビ山口の情報番組『かっぱちTVサタスパ!』の司会を担当した後、現在では『FNNスーパーニュース』でグルメリポートを担当。リアクションが大きく、特に美味しいものを食べた時には目を大きく見開きビックリした時のような顔をしてリポートするケースが多い。
- 三笑亭夢之助 - 落語家。『ぶらり途中下車の旅』、『FNNスーパーニュース』などで駅弁や隠れた名店や寿司屋をリポートする事が多い。
- 山形みらい - ハイウェイタレント。高速道路のサービスエリア・パーキングエリアに日本一詳しいことから大型連休になると高速道路の特集に登場することが多い。一度食べたものは忘れない特性をと、独特のキャラクターの雰囲気から若林史江に「女コナンくん」と言われた。
- 堀雅哉 - 男性アシスタントディレクター。『シルシルミシル』の企画で「とってもおいしいです」の素朴なコメントが人気。
- 田浦有夏 - ｢元祖!大食い王決定戦｣出場経験のある大食いグルメグルメリポーター「たらちゃん」、美味しそうにたくさん食べる。
- 渡部建（アンジャッシュ） - 1日でも休みが取れれば地方の名店まで訪れるぐらいのグルメで、「芸能界のグルメ王」の異名を持つ。
- 長野博（20th Century） - 毎日1〜2軒のペースで外食をするジャニーズきっての食通で、調理師免許と野菜ソムリエの資格を持つ。

## 関連サイト
- グルメリポーターが選ぶ日本全国最強『丼』!!そのうまさ!あなた説明できますか?（2006年4月12日19:24〜20:48 TBS系）